# The Game Awards 2024
Les Games Awards 2024 est la dixième édition des Game Awards qui se tient le 12 décembre 2024 et qui distingue des jeux vidéo sortis au cours de l'année 2024, notamment le prix du jeu de l'année. La cérémonie est présentée par Geoff Keighley au Peacock Theater dans le centre de Los Angeles en Californie.

## Format
L'édition 2024 des Game Awards, qui marque son dixième anniversaire, est produite par le journaliste canadien Geoff Keighley. Face à une audience de 154 millions de spectateurs, la cérémonie se déroule en deux temps.
En premier lieu, quelques semaines en amont de la remise des prix, une liste de nommés est dressée pour chacune des vingt-neuf récompenses en jeu à la suite du vote d'un panel de plus de 130 médias internationaux principalement vidéoludiques,,. Parmi ces prix, le plus convoité est le Game Award du jeu de l'année. Le gagnant de chacune des catégories est désigné à la suite d'un vote mixte entre le public et le jury, dont la part dans l'élection représente respectivement 10 % et 90 %.
En second lieu, le vainqueur de chaque catégorie est dévoilé au cours d'une cérémonie diffusée en direct sur les plateformes de streaming, et tenue au Peacock Theater dans le centre de Los Angeles en Californie. Outre la remise des prix, l'évènement comporte des présentations de jeux à venir, des bandes-annonces et d'autres actualités.

## Présentation de jeux
En plus des récompenses, des annonces sur des jeux existants et des nouveaux ont été faites. Des nouvelles ont été données concernant Borderlands 4, Crimson Desert, Den of Wolves, Dungeon & Fighter: Arad, Dying Light: The Beast, Final Fantasy VII Rebirth, The First Berserker: Khazan, Game of Thrones: Kingsroad, Helldivers 2, Honkai: Star Rail, Hunt: Showdown, Mafia: The Old Country, Monster Hunter Now, Palworld, Slay the Spire 2, Splitgate 2, Tekken 8, The Last of Us Part II Remastered, The Outer Worlds 2 et Zenless Zone Zero.
Les nouveaux jeux annoncés durant la cérémonie sont :
- Blackfrost: The Long Dark II
- Dispatch
- Elden Ring Nightreign
- Intergalactic: The Heretic Prophet
- Kyora
- Ninja Gaiden: Ragebound
- Suite d'Ōkami
- One Move Away
- Onimusha: Way of the Sword
- Project Century
- Rematch
- Shadow Labyrinth
- Solasta II
- Sonic Racing: Crossworlds
- Split Fiction
- Squid Game: Unleashed
- Stage Fright
- Steel Hunters
- Thick as Thieves
- Turok: Origins
- Nouveau jeu de Fumito Ueda
- Nouveau Virtua Fighter
- The Witcher IV

## Nominations
Les nommés sont annoncés par Geoff Keighley le 18 novembre 2024,.
| Jeu de l'année | Meilleure réalisation |
| --- | --- |
| - Astro Bot – Team Asobi / Sony Interactive Entertainment - Balatro – LocalThunk / Playstack - Black Myth: Wukong – Game Science - Elden Ring: Shadow of the Erdtree – FromSoftware / Bandai Namco Entertainment - Final Fantasy VII Rebirth – Square Enix Creative Business Unit I / Square Enix - Metaphor: ReFantazio – Studio Zero / Atlus / Sega | - Astro Bot – Team Asobi / Sony Interactive Entertainment - Balatro – LocalThunk / Playstack - Black Myth: Wukong – Game Science - Elden Ring: Shadow of the Erdtree – FromSoftware / Bandai Namco Entertainment - Final Fantasy VII Rebirth – Square Enix Creative Business Unit I / Square Enix - Metaphor: ReFantazio – Studio Zero / Atlus / Sega |
| Meilleur jeu en évolution | Meilleure narration |
| - Helldivers 2 – Arrowhead Game Studios / Sony Interactive Entertainment - Destiny 2: The Final Shape – Bungie Studios - Diablo IV: Vessel of Hatred (en) – Blizzard Entertainment - Final Fantasy XIV: Dawntrail – Square Enix Creative Studio III / Square Enix - Fortnite – Epic Games                                                             | - Metaphor: ReFantazio – Studio Zero / Atlus / Sega - Final Fantasy VII Rebirth – Square Enix Creative Business Unit I / Square Enix - Like a Dragon: Infinite Wealth – Ryū ga Gotoku Studio / Sega - Senua's Saga: Hellblade II – Ninja Theory / Xbox Game Studios - Silent Hill 2 – Bloober Team / Konami |
| Meilleure direction artistique | Meilleure musique |
| - Metaphor: ReFantazio – Studio Zero / Atlus / Sega - Astro Bot – Team Asobi / Sony Interactive Entertainment - Black Myth: Wukong – Game Science - Elden Ring: Shadow of the Erdtree – FromSoftware / Bandai Namco Entertainment - Neva – Nomada Studio / Devolver Digital                                                                           | - Final Fantasy VII Rebirth – Nobuo Uematsu, Shotaro Shima, Masashi Hamauzu, Shoya Sunakawa, Mitsuto Suzuki, Junnosuke Usui, Reo Uratani, Ryo Furukawa, Yoshitaka Suzuki, Yoshinori Nakamura, Tadayoshi Makino, Keiki Kobayashi, Nozomi Toki, Shingo Kataoka, Tsuyoshi Sekito, Ryo Yamazaki, Yuki Hirose - Astro Bot – Kenneth Young (en), Kemmei Adachi, Yu Ogata, Tadashi Yatabe, Hirofumi Sasaki - Metaphor: ReFantazio – Shōji Meguro, Yūzō Koshiro - Silent Hill 2 – Akira Yamaoka, Arkadiusz Reikowski - Stellar Blade – Oliver Good, Keita Inoue, Youngjee Lee, Hyunmin Cho, Choi Sin Yeop (seibin), Youngkyoung Choi, Ko Hyeong-kwon (ko.yo), Aejin Kwon, Sumin Hyun (Muwen), Pernelle Gelsi (Pernelle.), Minhee Kang (en), Wontak Han (TAK), Kim So-hyun (Lily), Lee Hee-kyung (Mothervibes), Donna Kim (DNAKM) |
| Meilleur design audio | Meilleure performance d'acteur |
| - Senua's Saga: Hellblade II – Ninja Theory / Xbox Game Studios - Astro Bot – Team Asobi / Sony Interactive Entertainment - Call of Duty: Black Ops 6 – Treyarch / Raven Software / Activision - Final Fantasy VII Rebirth – Square Enix Creative Business Unit I / Square Enix - Silent Hill 2 – Bloober Team / Konami                               | - Senua's Saga: Hellblade II – Melina Juergens pour Senua (en) - Final Fantasy VII Rebirth – Briana White (en) pour Aerith Gainsborough - Life Is Strange: Double Exposure – Hannah Telle pour Max Caulfield (en) - Silent Hill 2 – Luke Roberts pour James Sunderland (en) - Star Wars Outlaws – Humberly González pour Kay Vess |
| Meilleur jeu à message positif (Games for Impact) | Meilleur jeu indépendant |
| - Neva – Nomada Studio / Devolver Digital - Closer the Distance – Osmotic Studios / Skybound Games - Indika – Odd Meter / 11 bit studios - Life Is Strange: Double Exposure – Deck Nine / Square Enix - Senua's Saga: Hellblade II – Ninja Theory / Xbox Game Studios - Tales of Kenzera: Zau – Surgent Studios / Electronic Arts                     | - Balatro – LocalThunk / Playstack - Animal Well – Shared Memory / Bigmode - Lorelei and the Laser Eyes – Simogo / Annapurna Interactive - Neva – Nomada Studio / Devolver Digital - UFO 50 – Mossmouth |
| Meilleur jeu mobile | Meilleur jeu VR/AR |
| - Balatro – LocalThunk / Playstack - AFK Journey – Lilith Games / Farlight - Pokémon Trading Card Game Pocket – Creatures / DeNA / The Pokémon Company - Wuthering Waves – Kuro Games - Zenless Zone Zero – miHoYo | - Batman: Arkham Shadow (en) – Camouflaj / Oculus Studios - Arizona Sunshine Remake (en) – Vertigo Games - Asgard's Wrath 2 (en) – Sanzaru Games / Oculus Studios - Metal: Hellsinger VR – Lab42 / The Outsiders / Funcom - Metro Awakening – Vertigo Games / Deep Silver |
| Meilleur jeu d'action | Meilleur jeu d'action/aventure |
| - Black Myth: Wukong – Game Science - Call of Duty: Black Ops 6 – Treyarch / Raven Software / Activision - Helldivers 2 – Arrowhead Game Studios / Sony Interactive Entertainment - Stellar Blade – Shift Up / Sony Interactive Entertainment - Warhammer 40,000: Space Marine 2 – Saber Interactive / PulluP Entertainment                           | - Astro Bot – Team Asobi / Sony Interactive Entertainment - Prince of Persia: The Lost Crown – Ubisoft Montpellier / Ubisoft - Silent Hill 2 – Bloober Team / Konami - Star Wars Outlaws – Massive Entertainment / Ubisoft - The Legend of Zelda: Echoes of Wisdom – Nintendo EPD / Grezzo / Nintendo |
| Meilleur RPG | Meilleur jeu de combat |
| - Metaphor: ReFantazio – Studio Zero / Atlus / Sega - Dragon's Dogma 2 – Capcom - Elden Ring: Shadow of the Erdtree – FromSoftware / Bandai Namco Entertainment - Final Fantasy VII Rebirth – Square Enix Creative Business Unit I / Square Enix - Like a Dragon: Infinite Wealth – Ryū ga Gotoku Studio / Sega                                       | - Tekken 8 – Bandai Namco Studios / Arika / Bandai Namco Entertainment - Dragon Ball: Sparking! Zero – Spike Chunsoft / Bandai Namco Entertainment - Granblue Fantasy Versus: Rising (en) – Arc System Works / Cygames - Marvel vs. Capcom Fighting Collection: Arcade Classics (en) – Capcom - MultiVersus – Player First Games / Warner Bros. Games |
| Meilleur jeu familial | Meilleur jeu de simulation/stratégie |
| - Astro Bot – Team Asobi / Sony Interactive Entertainment - Princess Peach: Showtime! – Good-Feel / Nintendo - Super Mario Party Jamboree – Nd Cube / Nintendo - The Legend of Zelda: Echoes of Wisdom – Nintendo EPD / Grezzo / Nintendo - The Plucky Squire (en) – All Possible Futures / Devolver Digital                                          | - Frostpunk 2 – 11 bit studios - Age of Mythology: Retold – World's Edge / Forgotten Empires / Xbox Game Studios - Kunitsu-Gami: Path of the Goddess – Capcom - Manor Lords – Slavic Magic / Hooded Horse - Unicorn Overlord – Vanillaware / Atlus / Sega |
| Meilleur jeu de sport/course | Meilleur jeu multijoueur |
| - EA Sports FC 25 – EA Vancouver / EA Romania / EA Sports - F1 24 – Codemasters / EA Sports - NBA 2K25 (en) – Visual Concepts / 2K Games - Top Spin 2K25 – Hangar 13 / 2K Games - WWE 2K24 – Visual Concepts / 2K Games | - Helldivers 2 – Arrowhead Game Studios / Sony Interactive Entertainment - Call of Duty: Black Ops 6 – Treyarch / Raven Software / Activision - Super Mario Party Jamboree – Nd Cube / Nintendo - Tekken 8 – Bandai Namco Studios / Arika / Bandai Namco Entertainment - Warhammer 40,000: Space Marine 2 – Saber Interactive / PulluP Entertainment |
| Meilleur premier jeu indépendant | Meilleur lien avec sa communauté |
| - Balatro – LocalThunk / Playstack - Animal Well – Shared Memory / Bigmode - Manor Lords – Slavic Magic / Hooded Horse - Pacific Drive – Ironwood Studios / Kepler Interactive - The Plucky Squire (en) – All Possible Futures / Devolver Digital | - Baldur's Gate III – Larian Studios - Final Fantasy XIV: Dawntrail – Square Enix Creative Studio III / Square Enix - Fortnite – Epic Games - Helldivers 2 – Arrowhead Game Studios / Sony Interactive Entertainment - No Man's Sky – Hello Games |
| Meilleur jeu E-Sport | Meilleur joueur E-Sport |
| - League of Legends – Riot Games - Counter-Strike 2 – Valve - Dota 2 – Valve - Mobile Legends: Bang Bang – Moonton - Valorant – Riot Games | - Lee "Faker" Sang-hyeok - Neta "33" Shapira - Aleksi "Aleksib" Virolainen - Jeong "Chovy" Ji-hoon - Mathieu "ZywOo" Herbaut - Zheng "ZmjjKK" Yongkang |
| Meilleure équipe E-sport | Créateur de contenu de l'année |
| - T1 (League of Legends) - Bilibili Gaming (League of Legends) - Gen.G (League of Legends) - Natus Vincere (Counter Strike) - Team Liquid (Dota 2) | - CaseOh - IlloJuan - Techno Gamerz - Typical Gamer - Usada Pekora |
| Meilleure innovation pour l’accessibilité | Jeu le plus attendu |
| - Prince of Persia: The Lost Crown – Ubisoft Montpellier / Ubisoft - Call of Duty: Black Ops 6 – Treyarch / Raven Software / Activision - Diablo IV: Vessel of Hatred (en) – Blizzard Entertainment - Dragon Age: The Veilguard – BioWare / Electronic Arts - Star Wars Outlaws – Massive Entertainment / Ubisoft                                     | - Grand Theft Auto VI – Rockstar Games - Death Stranding 2: On The Beach – Kojima Productions / Sony Interactive Entertainment - Ghost of Yōtei – Sucker Punch Productions / Sony Interactive Entertainment - Metroid Prime 4: Beyond – Retro Studios / Nintendo - Monster Hunter Wilds – Capcom |
| Meilleure adaptation | Vote du public (tour final) |
| - Fallout (série télévisée) – basé sur Fallout - Arcane (série d'animation) – basé sur League of Legends - Knuckles (mini-série) – basé sur Sonic the Hedgehog - Like a Dragon: Yakuza (série policière) – basé sur Yakuza / Like a Dragon - Tomb Raider: La Légende de Lara Croft (série d'animation) – basé sur Tomb Raider                         | - Black Myth: Wukong – Game Science - Genshin Impact – miHoYo - Elden Ring: Shadow of the Erdtree – FromSoftware / Bandai Namco Entertainment - Wuthering Waves – Kuro Games - Zenless Zone Zero – miHoYo |

## Statistiques

### Nominations multiples pour les jeux
| Nombres de nominations | Nombres de prix | Jeux                                  |
| ---------------------- | --------------- | ------------------------------------- |
| 7                      | 4/7             | Astro Bot                             |
| 7                      | 1/7             | Final Fantasy VII Rebirth             |
| 6                      | 3/6             | Metaphor: ReFantazio                  |
| 5                      | 3/5             | Balatro                               |
| 5                      | 1/5             | Black Myth: Wukong                    |
| 5                      | 0/5             | Elden Ring: Shadow of the Erdtree     |
| 5                      | 0/5             | Silent Hill 2                         |
| 4                      | 2/4             | Helldivers 2                          |
| 4                      | 2/4             | Senua's Saga: Hellblade II            |
| 4                      | 0/4             | Call of Duty: Black Ops 6             |
| 3                      | 1/3             | Neva                                  |
| 3                      | 0/3             | Star Wars Outlaws                     |
| 2                      | 1/2             | Prince of Persia: The Lost Crown      |
| 2                      | 1/2             | Tekken 8                              |
| 2                      | 0/2             | Animal Well                           |
| 2                      | 0/2             | Diablo IV: Vessel of Hatred (en)      |
| 2                      | 0/2             | Final Fantasy XIV: Dawntrail          |
| 2                      | 0/2             | Fortnite                              |
| 2                      | 0/2             | Life Is Strange: Double Exposure      |
| 2                      | 0/2             | Like a Dragon: Infinite Wealth        |
| 2                      | 0/2             | Manor Lords                           |
| 2                      | 0/2             | Stellar Blade                         |
| 2                      | 0/2             | Super Mario Party Jamboree            |
| 2                      | 0/2             | The Legend of Zelda: Echoes of Wisdom |
| 2                      | 0/2             | The Plucky Squire (en)                |
| 2                      | 0/2             | Warhammer 40,000: Space Marine 2      |
| 2                      | 0/2             | Wuthering Waves                       |
| 2                      | 0/2             | Zenless Zone Zero                     |

### Nominations multiples pour les éditeurs
| Nombre de nominations | Éditeurs                       |
| --------------------- | ------------------------------ |
| 15                    | Sony Interactive Entertainment |
| 11                    | Square Enix                    |
| 9                     | Sega                           |
| 8                     | Bandai Namco Entertainment     |
| 6                     | Nintendo                       |
| 5                     | Devolver Digital               |
| 5                     | Game Science                   |
| 5                     | Konami                         |
| 5                     | Playstack                      |
| 5                     | Ubisoft                        |
| 5                     | Xbox Game Studios              |
| 4                     | Activision                     |
| 4                     | Capcom                         |
| 4                     | Electronic Arts                |
| 3                     | 2K Games                       |
| 3                     | miHoYo                         |
| 2                     | 11 bit studios                 |
| 2                     | Bigmode (en)                   |
| 2                     | Blizzard Entertainment         |
| 2                     | Epic Games                     |
| 2                     | Hooded Horse                   |
| 2                     | Kuro Games (en)                |
| 2                     | Oculus Studios                 |
| 2                     | PulluP Entertainment           |
| 2                     | Riot Games                     |
| 2                     | Valve                          |